# Țigănești, Galați
Țigănești este un sat în comuna Munteni din județul Galați, Moldova, România.

## Obiective turistice
- Valul lui Atanaric - fost zid de apărare, azi monument istoric; GL-I-s-A-02975
- Conacul poetului Costache Conachi - monument istoric datând din sec. al XVIII-lea[1]
- Poarta conacului poetului Costache Conachi - monument istoric datând de la începutul sec. al XIX-lea; GL-II-m-B-03123
- Ansamblul conacului Nestor Cincu - monument istoric datând de la sfârșitul sec. al XIX-lea, format din conac, foișor și parc; GL-II-a-B-03124
- Biserica Sfântul Nicolae din Țigănești - construită în jurul anului 1841